# Amfitheater

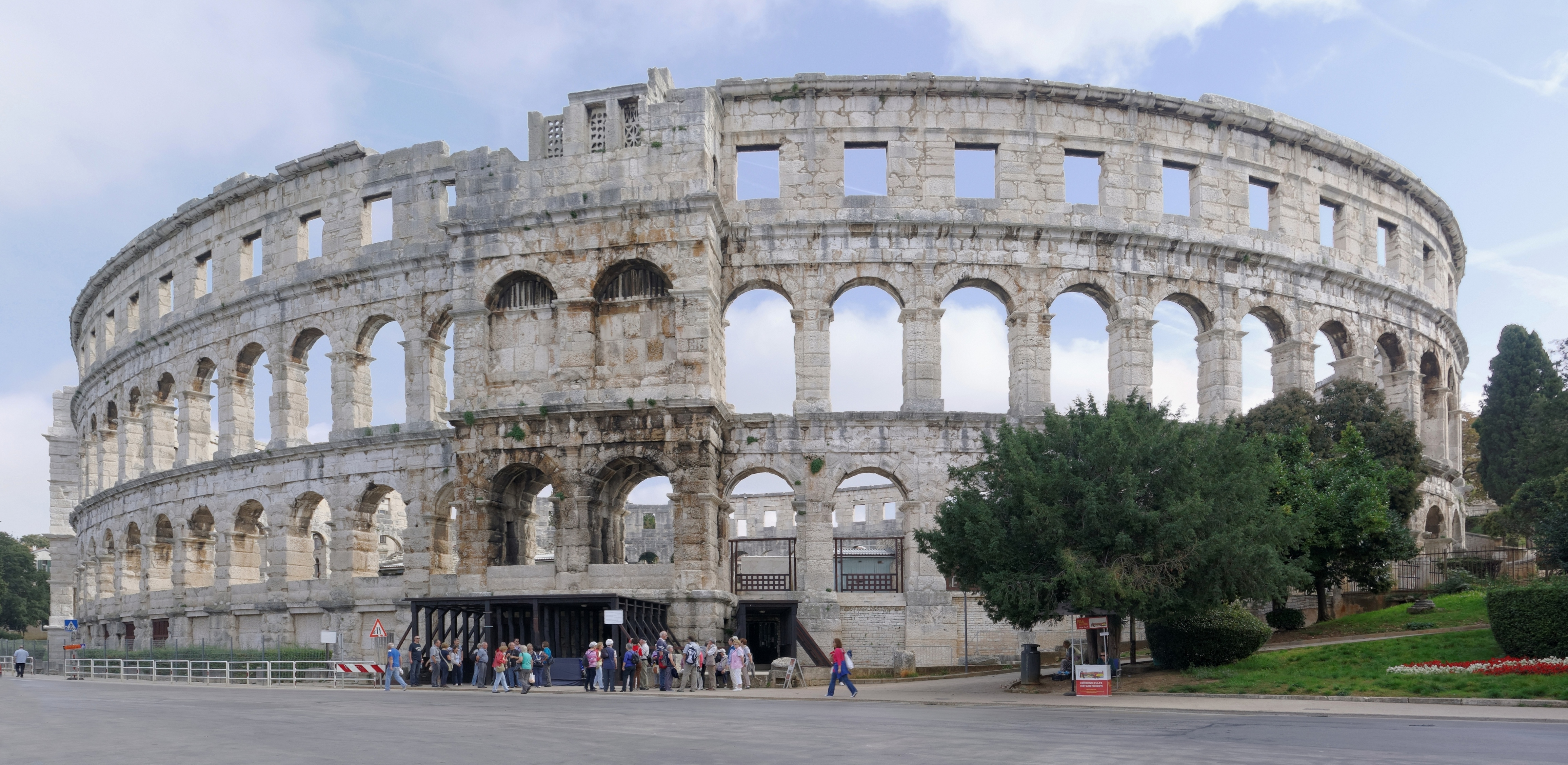
Het amfitheater van Pula

Een amfitheater is een ovaal open gebouw uit de Romeinse oudheid dat gebruikt werd voor gladiatorengevechten, jachtpartijen en gevechten met wilde dieren. Het woord komt uiteindelijk van het Griekse ἀμφιθέατρον, dat een samenstelling is van ἀμφί (amphí, "rondom") en θέατρον (théatron, "schouwplaats"), omdat het de vorm had van twee tegen elkaar geplaatste halfronde theaters, zoals die daarvóór gebruikelijk waren.
De benaming amfitheater wordt in de huidige tijd ook gebruikt voor theaters, concertzalen, circussen en collegezalen (auditoria) waarbij de stoelenrijen hoger geplaatst zijn naarmate men verder naar achteren zit, zoals in Theater Carré in Amsterdam. Er zijn ook zalen met beweegbare vloer, die zowel horizontaal als hellend ingesteld kunnen worden.

## Voorgeschiedenis
Uit de tijd van de Etrusken stammen de eerste historische feiten met betrekking tot de lijkspelen. Bij een begrafenis organiseerden de nabestaanden gevechten tussen personen als een rite – de munera (verplichting) – ter ere van de overledene.
Ten tijde van de Romeinse Republiek namen deze riten een zelfstandige vorm aan en werden ze enige malen door senatoren georganiseerd om de gunst van het publiek te veroveren, maar zij werden nog steeds munera genoemd.
In Rome was een gebruikelijke locatie het plein van het Forum Romanum en later ook het Circus Maximus. Pas zo'n honderd jaar voor het begin van onze jaartelling gingen de Romeinen gebruikmaken van (tijdelijke) houten theaters met een arena in de gebruikelijke ovaalvorm.

## Amfitheaters
Het bekendste amfitheater is wel het Colosseum in Rome, maar ook op andere plaatsen in de voormalige Romeinse wereld zijn nog amfitheaters te zien. De amfitheaters van Verona in Italië, en Nîmes en Arles (zie afbeelding) in Frankrijk zijn nog nagenoeg intact en worden regelmatig gebruikt voor opera's en toneelvoorstellingen. In Frankrijk worden er ook stierengevechten gehouden. In El Djem in Tunesië, Trier in Duitsland en veel andere plaatsen zijn ook nog overblijfselen van de oude amfitheaters te zien.

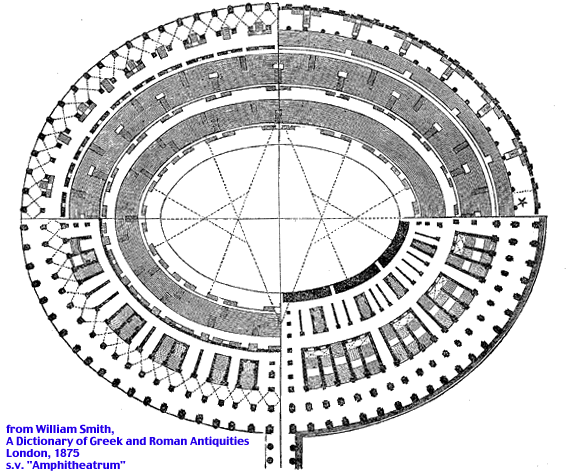
Grondplan van een amfitheater

Kenmerkende overeenkomsten tussen de amfitheaters:
- Een onder de arena en tribunes lopende 'hoofdgang' evenwijdig aan en onder de lange as met vele zijgangen en ruimtes voor: (roof)dieren, ter dood veroordeelden, opslag van materiaal.
- De vloer van de arena was van hout met daarbovenop een dikke laag zand. Dit was nodig om het eventuele bloed op te vangen (het zand werd dan ook regelmatig vervangen).
- In het geval van het Colosseum was de arena van de tribunes gescheiden door een 4 meter hoge muur voorzien van lage openingen, vermoedelijk met deuren waardoor kadavers van gedode dieren en geëxecuteerden uit de arena werden gesleept.
- De tribunes waren ingedeeld naar sociale status. De beste plaatsen vooraan waren voor de hoogwaardigheidsbekleders, daarboven kwamen de zitplaatsen voor de gegoede stand en weer daarboven voor het gewone volk. De vrouwen van senatoren zaten waarschijnlijk helemaal boven.

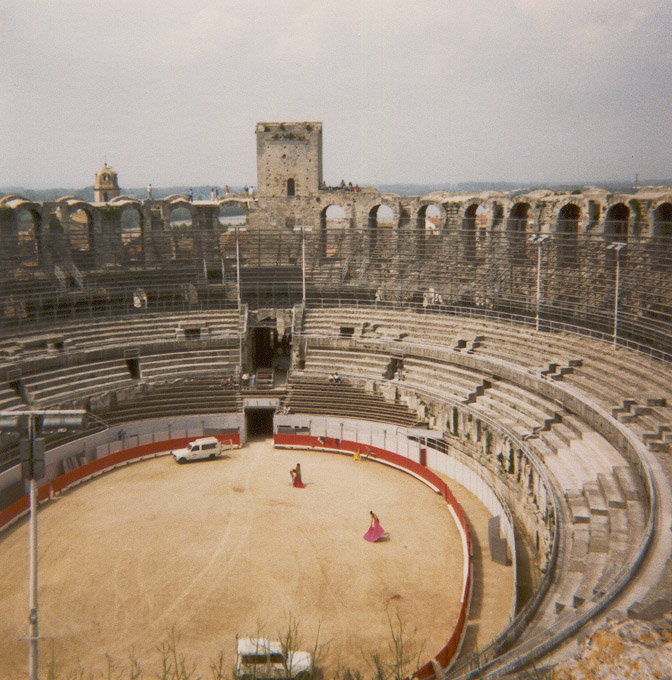
Het amfitheater van Arles

## Spelen
Een dagprogramma zag er over het algemeen zo uit:
- 's Ochtends: venationes (jacht op (roofdieren)
- Rond het middaguur: openbare executies. In de eenvoudigste (mildste) vorm werden Romeinse staatsburgers die een ernstig vergrijp zoals moord hadden begaan, ad gladium (met het zwaard) terechtgesteld. Voor 'mindere' mensen hadden de organisatoren van een festival de vrije hand in de vorm van de 'voorstelling', waarbij de Griekse mythologie als voornaamste inspiratiebron gold.
- 's Middags: gladiatorengevechten: man-tegen-mangevechten (er waren ook vrouwelijke gladiatoren).

Al deze schouwspelen hadden één rode draad: de dood (het sterven) als vorm van amusement.
Tussen de diverse programma-onderdelen waren er vaak intermezzo's met muzikanten en potsenmakers en werden er kleine cadeaus in het publiek gegooid.
Tijdens deze pauzes werd door het personeel de arena op orde gebracht voor de volgende voorstelling.

## Gebouwen rond een amfitheater
De gebouwen rond een amfitheater hadden verschillende doelen. Zo was er een hospitaal voor gewonde gladiatoren, maar ook een spoliarium (lijkenhuis) en een kadaverput. In Rome stonden rondom het Colosseum een aantal trainingsarena's voor de gladiatoren. Een daarvan, de Ludus Magnus, is gedeeltelijk opgegraven.

## Zie ook

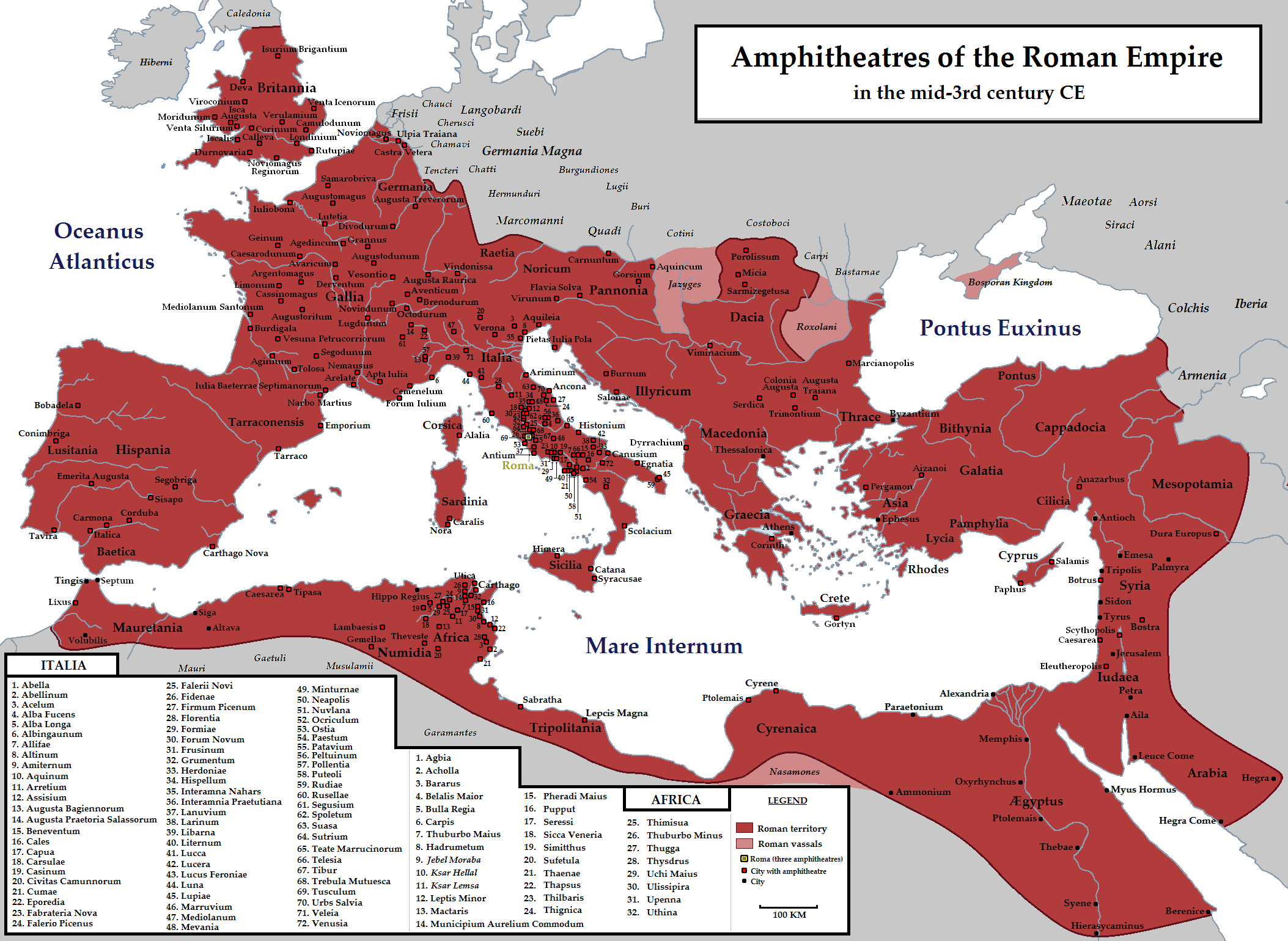
Amfitheaters in het Romeinse Rijk